# Vince Barnett
Vince Barnett est un acteur américain né le 4 juillet 1902 à Pittsburgh (Pennsylvanie) et mort le 10 août 1977 à Encino (Californie).

## Biographie
Il est principalement connu pour son rôle comique dans Scarface (1932) de Howard Hawks. Le rôle du secrétaire gaffeur et grossier sert de contrepoint à ce que Hawks voulait comme une relecture moderne de la tragédie des Borgia.

## Filmographie partielle
- 1931 : One Heavenly Night de George Fitzmaurice
- 1932 : Scarface de Howard Hawks
- 1932 : Plumes de cheval (Horse Feathers) de Norman Z. McLeod
- 1932 : The Night Mayor de Benjamin Stoloff
- 1932 : Le Harpon rouge (Tiger Shark) de Howard Hawks
- 1932 : Heritage of the Desert de Henry Hathaway
- 1932 : Rackety Rax de Alfred L. Werker
- 1932 : The Death Kiss de Edwin L. Marin
- 1932 : Une femme survint (Flesh) de John Ford
- 1933 : Fast Workers de Tod Browning
- 1933 : The Big Cage de Kurt Neumann
- 1933 : Made on Broadway de Harry Beaumont
- 1933 : The Girl in 419 de Alexander Hall
- 1933 : Sunset Pass de Henry Hathaway
- 1933 : The Death Kiss de Edwin L. Marin
- 1933 : Man of the Forest de Henry Hathaway
- 1933 : Un cœur, deux poings (The Prizefighter and the Lady) de W. S. Van Dyke
- 1933 : The Girl in 419 d'Alexander Hall et George Somnes (en)
- 1934 : Les Nuits de New York (Now I'll Tell) d'Edwin J. Burke
- 1934 : Mariage secret (The Secret Bride) de William Dieterle
- 1934 : Kansas City Princess de William Keighley
- 1934 : L'Ombre du passé (Registered Nurse) de Robert Florey
- 1934 : Les Amours de Cellini (The Affairs of Cellini) de Gregory La Cava
- 1934 : Patte de chat (The Cat's-Paw) de Sam Taylor
- 1934 : The Ninth Guest de Roy William Neill
- 1934 : She Loves Me Not de Elliott Nugent
- 1935 : Streamline Express de Leonard Fields
- 1935 : Vivre sa vie (I Live My Life) de W. S. Van Dyke
- 1935 : Ne pariez pas sur les blondes (Don't Bet on Blondes) de Robert Florey
- 1935 : Furie noire (Black Fury) de Michael Curtiz
- 1936 : La Loi du plus fort (Riffraff) de J. Walter Ruben
- 1937 : Alerte aux banques de Louis Gasnier
- 1937 : La Femme que j'aime (The Woman I Love) de Anatole Litvak
- 1940 : La Maison des sept péchés (Seven Sinners) de Tay Garnett
- 1942 : Le Monstre de minuit (Bowery at Midnight) de Wallace Fox
- 1942 : Le Voleur de cadavres (The Corpse Vanishes) de Wallace Fox
- 1942 : Hyènes des bas-fonds (X Marks the Spot) de George Sherman
- 1942 : Klondike Fury de William K. Howard
- 1943 : La Femme gorille (Captive Wild Woman) de Edward Dmytryk
- 1943 : Cosmo Jones in the Crime Smasher de James Tinling
- 1943 : Petticoat Larceny de Ben Holmes (en)
- 1945 : Frisson d'amour (Thrill of a Romance) de Richard Thorpe
- 1946 : Le Gars épatant (Swell Guy) de Frank Tuttle
- 1946 : Les Tueurs (The Killers) de Robert Siodmak
- 1946 : Pas de congé, pas d'amour (No Leave, No Love) de Charles Martin
- 1947 : L'Homme que j'ai choisi (The Flame) de John H. Auer
- 1949 : Les Ruelles du malheur (Knock on any door) de Nicholas Ray
- 1952 : La Mission du commandant Lex (Springfield Rifle) de André de Toth
- 1954 : Dans les bas-fonds de Chicago (The Human Jungle) de Joseph M. Newman
- 1968 : Les Mystères de l'Ouest (The Wild Wild West), (série TV) - Saison 4 épisode 18, La Nuit du Janus (The Night of the Janus), de Irving J. Moore : Swanson
- 1975 : Crazy Mama de Jonathan Demme